# Mala vas pri Grosupljem
Mala vas pri Grosupljem is een plaats in Slovenië en maakt deel uit van de gemeente Grosuplje in de NUTS-3-regio Osrednjeslovenska. De plaats telde 308 inwoners op 1 januari 2020.